# Fuori (Irene Grandi)
Fuori è il secondo singolo della cantante italiana Irene Grandi, pubblicato nel febbraio del 1994.
Il brano, scritto ancora in collaborazione Lorenzo Ternelli, in arte Telonio, partecipa al Festival di Sanremo 1994 nella sezione "nuove proposte", dove si classifica quarto.

## Tracce
1. Fuori
2. Un motivo maledetto (Doun beat)
3. Un motivo maledetto (Radio version)

## Classifiche
| Classifica (1994) | Posizione |
| ----------------- | --------- |
| Italia            | 8         |

### Classifiche di fine anno
| Classifica (1994) | Posizione |
| ----------------- | --------- |
| Italia            | 67        |